# LähiTapiola
LähiTapiola est un groupe financier vendant des services  bancaires et d'assurance. 
Le groupe est basé dans le quartier de Tapiola à Espoo en Finlande.

## Présentation
Le groupe est fondé en 2012 par la fusion des groupes Lähivakuutus et Tapiola,.
LähiTapiola a démarré ses activités le 1er janvier 2013, au service de clients particuliers, exploitants agricoles, entrepreneurs, entreprises et collectivités dans les assurances, assurances-vie et retraite, ainsi que dans la vente de services bancaires et d'investissement.
LähiTapiola emploie plus de 4 000 personnes, dont environ la moitié dans des bureaux régionaux. Elle compte près d'1,5 million de clients. 
Depuis le début de l'année 2013, Erkki Moisander est le PDG de la société.